# Chaetophractus nationi
Chaetophractus nationi är en däggdjursart som först beskrevs av Thomas 1894.  Chaetophractus nationi ingår i släktet hårbältor, och familjen Dasypodidae. IUCN kategoriserar arten globalt som sårbar. Inga underarter finns listade i Catalogue of Life.
Det svenska trivialnamnet andinsk hårbälta  förekommer för arten.

## Utseende
Arten blir 22 till 40 cm lång (huvud och bål), har en 9 till 17,5 cm lång svans och väger i genomsnitt 2,15 kg. Ryggens pansar är delad i 18 segment och 8 av dessa är rörliga. Dessutom finns en skyddande platta på huvudet. Liksom hos andra hårbältor växer längre hår mellan segmenten. Kroppsfärgen hos Chaetophractus nationi varierar mellan ljusbrun och gulbrun. Tänderna saknar tandemalj och de växer hela livet.

## Utbredning och habitat
Denna hårbälta förekommer i Anderna i södra Peru, Bolivia, norra Chile och nordvästra Argentina. Arten vistas i regioner mellan 2400 och 4000 meter över havet. Chaetophractus nationi lever på bergsängar och gräver sina bon i sandig jord. Kanske besöker den ibland jordbruksmark för att hitta föda.

## Ekologi
Individerna är under sommaren nattaktiv men under vintern blir de mer dagaktiv. Födan utgörs av olika små ryggradsdjur, av insekter och av växtdelar. När honan inte är brunstig lever varje individ ensam. Parningen sker under hösten och efter två månader dräktighet föds oftast tvillingar. Vid födelsen finns på ungarnas rygg mjuk hud men fjällen utvecklas fort och de är efter några dagar sammanlänkade till plattor. Ungefär 50 dagar efter födelsen slutar honan med digivning och könsmognaden infaller efter nio månader. I naturen kan Chaetophractus nationi leva 12 till 16 år. Vissa individer i fångenskap blev 20 år gamla.